# Уилдон, Кристофер
Кристофер Уилдон (англ. Christopher Wheeldon; род. 22 марта 1973, Йовил, Сомерсет) — английский артист балета и хореограф, представитель современного танца.

## Биография
Учился балету с 8 лет. Закончил Королевскую балетную школу. В 1991 году стал лауреатом международного балетного конкурса «Приз Лозанны» (Швейцария), выиграв золотую медаль, в том же году был принят в труппу Королевского балета (Лондон). С 1993 года — в Нью-Йоркском балете, с 1998 — его солист. Первые самостоятельные постановки Уилдона относятся к 1997 году, с 2000 года он выступает уже исключительно как хореограф.
Помимо Нью-Йоркского балета, работал с балетными труппами Сан-Франциско, Бостона, Большого театра, лондонского Королевского балета, Национального балета Канады, Гамбургского балета и др. В ноябре 2006 года создал собственную балетную труппу Morphoses/The Wheeldon Company, в 2010 году объявил, что покидает её. В 2012 году был приглашённым хореографом лондонского Королевского балета.
В 2023 году был членом жюри балетного конкурса «Приз Лозанны».

## Избранные постановки
- 1997 — «Славянские танцы» А. Дворжака
- 1999 — «Сцены из балета» И. Стравинского
- 1999 — «Жар-птица» И. Стравинского
- 2000 — «Картины моря» на музыку Э. Элгара
- 2000 — «Хитрые манёвры» на музыку Д. Шостаковича
- 2003 — «Карнавал животных» на музыку К. Сен-Санса
- 2005 — «После дождя» на музыку Арво Пярта (Tabula Rasa и Spiegel im Spiegel), Нью-Йорк Сити балет
- 2005 — «Американец в Париже» Д. Гершвина
- ? — «Лебединое озеро» на музыку П. И. Чайковского, Балет Пенсильвании
- 2007 — Мisericorders на музыку Арво Пярта, Большой театр (Гамлет — Дмитрий Гуданов)[3]
- 2007 — «Соловей и Роза» на музыку Б. Шенга
- 2008 — «Полифония» на музыку Д. Лигети
- 2008 — «Комедия» на музыку Стравинского
- 2008 — «Рай для дураков» на музыку К. Сен-Санса
- 2008 — «Вариации на тему рококо» П. И. Чайковского
- 2008 — «Спящая красавица» на музыку П. И. Чайковского
- 2008 — «В золотой час» на музыку Э. Босса, Балет Сан-Франциско
- 2009 — «Континуум» на музыку Д. Лигети
- 2009 — «Слёзы Св. Лаврентия» (с участием Марты Уэйнрайт)
- 2011 — «Алиса в Стране чудес», музыка Джоби Тэлбота, Королевский балет
- 2012 — «Метаморфозы: Тициан», Королевский балет
- 2014 — «Зимняя сказка», музыка Джоби Тэлбота, Королевский балет
- 2015? — Concerto Concordia на музыку Франсиса Пуленка, костюмы Жен Дуньшеня, Голландский национальный балет[англ.]
- 12 февраля 2016 — «Без бретельки» (по картине Портрет мадам Икс), либретто Шарлотт Уэстернэ по книге Деборы Дэвис, музыка М.-А. Турнажа, сценография Боба Кроули, Королевский балет (Виржини Готро — Наталья Осипова, Джон Сарджент — Эдвард Уотсон, доктор Поцци — Федерико Бонелли, Альбер де Бельрош — Мэтью Болл)[4].

## Признание
- 1991 — золотая медаль международного конкурса «Приз Лозанны»
- Американская хореографическая премия
- Премия Лоренса Оливье
- 2013 — приз «Бенуа танца» за постановку балета «Золушка» (музыка Сергея Прокофьева, Голландский национальный балет).
- 2015 — премия «Тони» в номинации «Лучшая хореография» (за бродвейский мюзикл «Американец в Париже»)
- 2015 — Орден Британской империи